# Климатични области в България
В зависимост от териториалното проявление на климатичните елементи и влиянието на климатичните фактори – България се поделя на пет климатични области.

## Област с умереноконтинентален климат
Обхваща придунавските низини, хълмистите райони до Стара планина, най-източните части на Стара планина, високите котловинни области на Краище, западната половина на Задбалканските котловини и Ихтиманското Средногорие. Средната годишна амплитуда има големи стойности от +25 до +26 °C. Средната януарска температура е от –2 до –3 °C, а средната юлска 25 – 26 °C. В тази област са отбелязани най-ниските зимни температури в България (-38,3 °C в Трън), както и много високи летни температури – 45 °C в Бойчиновци. Годишната сума на валежите от 500 – 600 mm в Дунавската равнина, достига до 800 mm в Предбалкана и котловинните полета. Ясно изразена е тенденцията на нарастване в посока юг и във височина. Характеризират се с минимум през февруари и максимум през юни. Преобладават западните и северозападни ветрове, а през пролетта и зимата преобладаващи са източните ветрове. В Дунавската равнина те могат да бъдат с много висока скорост. Често явление са и фьоновите ветрове в Дунавската равнина и Софийско поле.
Тази климатична област е предимно под влиянието на континентални въздушни маси на умерените ширини и такива формирани над Балканския полуостров. От северозапад и запад нахлуват трансформирани океански въздушни маси. Наблюдава се и нахлуване на тропичен въздух, както и на арктичен през студеното полугодие. Тази климатична област има най-добре изразени континентални черти на климата, като континенталността намалява от север на юг.

## Област с преходноконтинентален климат
Обхваща Горнотракийската низина, северната половина на Тунджанската област, източната половина на Задбалканските котловини, Благоевградската, Кюстендилската и долната част на Дупнишката котловина. Годишната температурна амплитуда е около 23 °C. Средната януарска температура е -1 °C, която се характеризира с известна неустойчивост. Възможно е да се повиши до 20 °C, а също така да спадне до -25 °C дори -30 °C. Средната юлска – 24 – 26 °C, а максималните летни температури достигат до 40 °С. Отличава се с мека зима, хладна пролет и горещо лято. Годишната валежна сума е 550 mm – 600 mm, а в района на Горнотракийската низина тя е под 500 mm. Снежната покривка е неустойчива, като почти не се осъществява постоянно и непрекъснато снегонатрупване. Преобладават западните и северозападни ветрове, а през пролетта и лятото в източните части на Горнотракийската низина се проявяват източните и североизточни ветрове.
Като цяло общите черти на климата в тази област са по-благоприятни в сравнение с умерено-континенталната климатична област.

## Област с континентално-средиземноморски климат
Обхваща долините на реките Струма и Места, южно от Кресненското дефиле и проломът Момина клисура, средното и долното течение на река Арда, източно от язовир Кърджали, Източните Родопи, южната половина на Тунджанската област и Странджанското черноморско крайбрежие. Климатът се формира под въздействието на трансформирани тропични въздушни маси и такива на умерените ширини. Средната годишна температура е 13 °C – 14,0 °C. Средната януарска температура е положителна – 1 °C – 3 °C, а средната юлска температура – 24 °C – 25 °C. Годишната температурна амплитуда не надхвърля 23 °C – 24 °C. Областта е с положителен радиационен баланс през цялата година. Режимът на валежите /с есенно-зимен максимум и летен минимум/ е характерен за средиземноморския тип климат. Периодът на засушаване не е така продължителен и максимумите и минимумите на валежите са относително по-слабо изразени. Годишните валежни суми са между 500 – 600 мм, а в южната планинска област достигат до 700 – 1000 мм. Снежната покривка е много непостоянна, задържа се 1 – 2 дни, по долините на Струма и Места тя се образува веднъж на няколко години.

## Област на черноморското климатично влияние
Обхваща меридионална ивица с ширина 40 - 60 км на запад от брега на Черно море. Характерно за областта е, че има малка денонощна и годишна амплитуда (20 – 21 °C). Средна годишна температура – от +12 до +13,3 °C. Средната януарска температура е положителна – 2,0 °C. за северното крайбрежие и 4,2 °С по Южното Черноморие (Ахтопол). Областта се характеризира с най-слаби валежи. Така например в Добруджа те не достигат 500 мм, но в южната част нарастват над 800 мм. В зависимост от термичните условия снежната покривка в северната част се задържа 2 – 4 седмици, а в южната 4 – 5 денонощия. През лятото преобладава бризовата циркулация, която се заражда благодарение на откритата водна площ и денонощния режим на температурата. През зимата преобладаващи са северните и североизточни ветрове. Понякога тяхната скорост надхвърля 30 м/с.
Климатът тук се формира освен под влиянието на атмосферната циркулация, характерна за тази част на Балканския полуостров, но и от влиянието на Черноморския басейн. В областта, както и при преходно-континенталната област се преплитат две климатични влияния – на континента Европа (от северозапад и североизток) и средиземноморско от югозапад. Континенталното климатично влияние е по-силно изразено в северната половина, средиземноморското – в южната половина. Черно море от своя страна допълнително трансформира нахлуващите над него въздушни маси и формира специфичен климат. Той не може да бъде отнесен нито към преходно-средиземноморския, нито към преходно-континенталния климат. Специфичния черноморски климат е по-мек въпреки липсата на планински прегради. Благодарение на Черно море адвекциите на студени континентални или арктични въздушни маси не се проявяват така остро.

## Планинска климатична област
Обхваща районите с надморска височина над 1000 м. Характеризира се с по-ниските температури, малка температурна амплитуда, голяма облачност и валежи, продължителна и устойчива снежна покривка, ниско атмосферно налягане, висока относителна влажност, силни ветрове. Средногодишната температура е над 0 °C, но над 2300 м н.в. тя е отрицателна (връх Ботев – –0,6 °C, връх Мусала – до –3 °C). Максималните средномесечни температури настъпват през август, а минималните – през февруари. Средните януарски температури на височина 1200 – 1300 м са от -3,5 °C до -4,5 °C, а на височина 1180 – 1900 м – са от –6 °C до –7 °C. В най-високите части на планините средните януарски температури достигат до –10 °C. Средната годишна сума на валежите е 800 – 1000 мм. Най-голяма е тя през пролетта в по северните планински райони, а в южните – през зимата. Периодът със снежна покривка обхваща от 5 до 9 месеца. По билата на планините духат много силни ветрове – скоростта им достига до 30 м/с. Въз основа на измененията на климатичните елементи различаваме нископланински климат (до 1000 м), среднопланински (до 1800 м) и високопланински (над 1800 м).